# Minoa Pediada
Minoa Pediada (gr. Δήμος Μινώα Πεδιάδας, Dimos Minoa Pediadas) – gmina w Grecji, na Krecie, w administracji zdecentralizowanej Kreta, w regionie Kreta, w jednostce regionalnej Heraklion. Siedzibą gminy jest Ewangelismos, a siedzibami historycznymi są Kasteli i Arkalochori. W 2011 roku liczyła 17 563 mieszkańców. Powstała 1 stycznia 2011 roku w wyniku połączenia dotychczasowych gmin: Arkalochori, Kasteli i Trapsano.